# Primární transkript

Splicing, jedna z úprav nezbytných pro vytvoření zralé RNA z jejího prekurzoru.

Primární transkript (též hnRNA – heterogenní nukleární RNA, prekurzorová RNA či také pre-RNA) je označení pro RNA bezprostředně po jejím vzniku. RNA vzniká v buňce transkripcí a velmi brzy prochází jistými posttranskripčními úpravami, jako je přidání poly(A) konce a čepičky nebo splicing. Předtím, než jmenovanými úpravami projde, se právě označuje jako primární transkript.
Mezi primární transkripty patří například pre-mRNA (z níž posttranskripční modifikací vznikne mRNA), pre-miRNA (z níž vznikne úpravou miRNA) či pre-rRNA.